# Prasadam

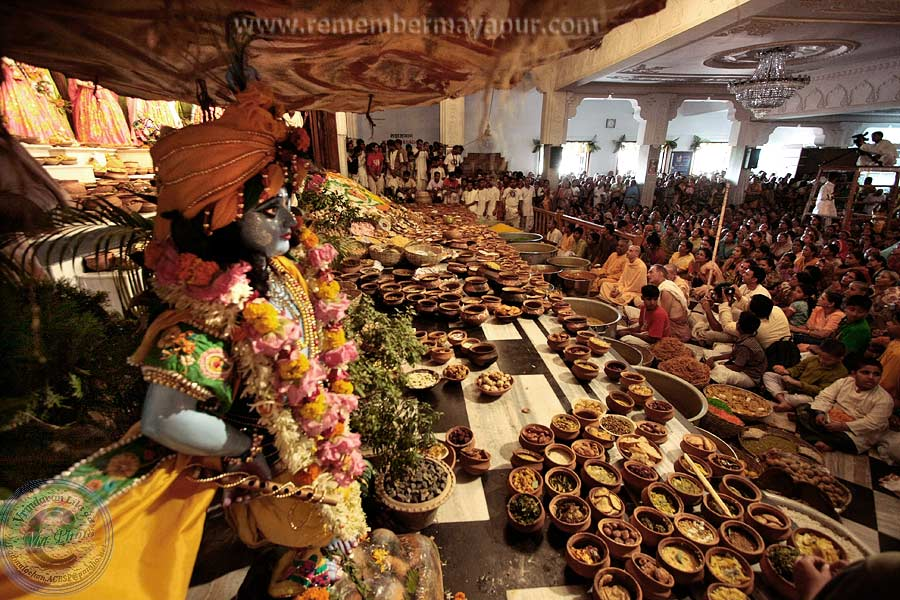
Ofiarowanie jedzenia (bhoga) Śri Śri Radha-Madhawie w Mayapur Czandrodaja Mandir

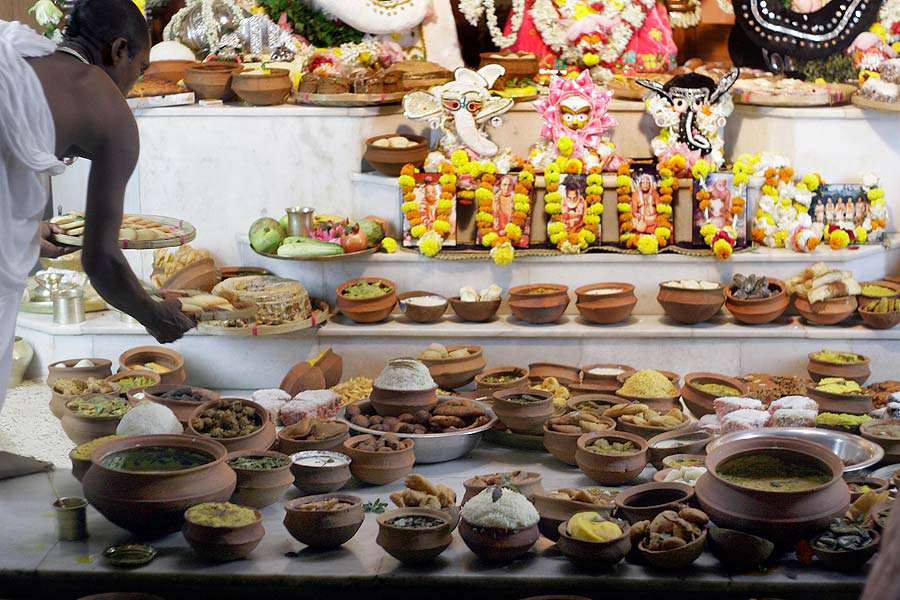
Ofiarowanie jedzenia (bhoga) Śri Śri Radha-Madhawie w Mayapur Czandrodaja Mandir

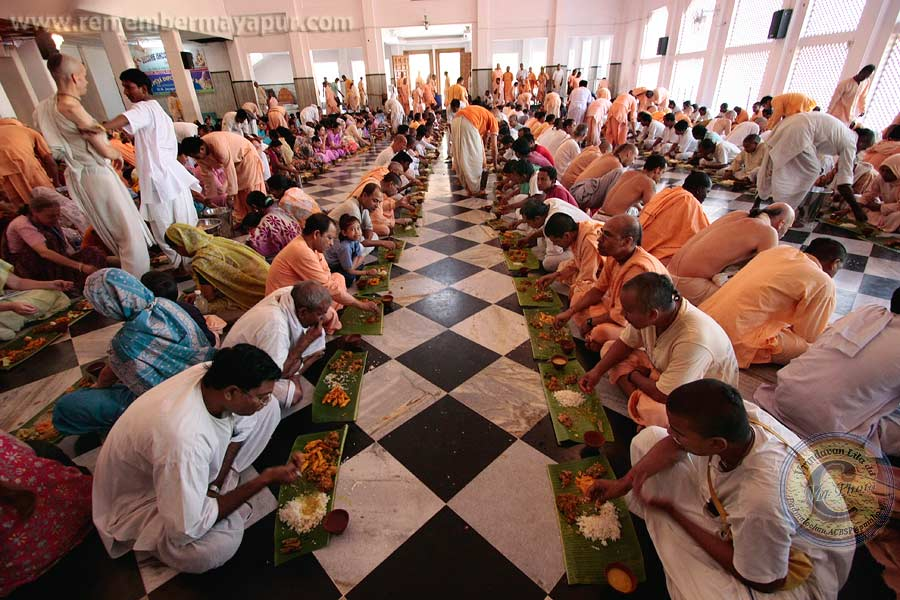
Wielbiciele Kryszny honorują prasadam w Sri Dham Mayapur

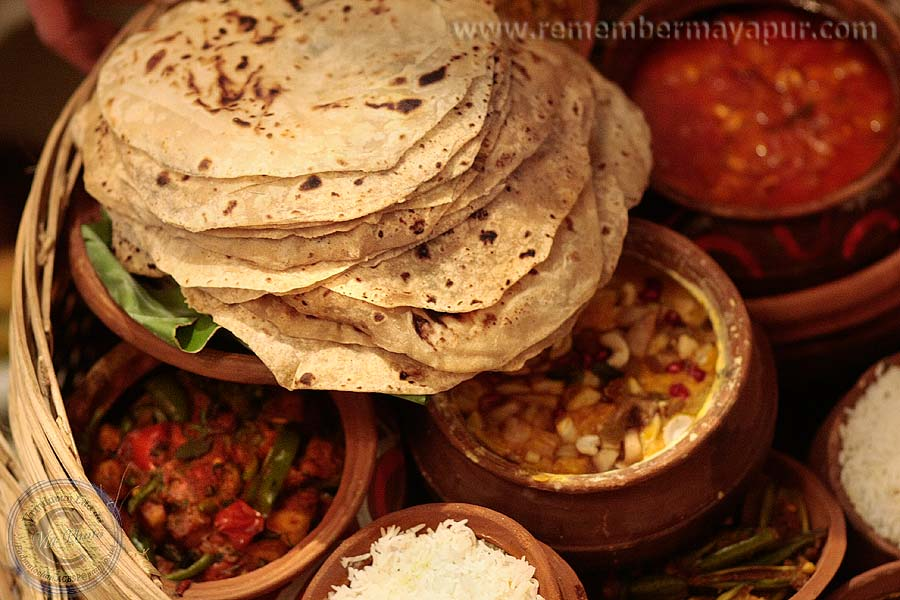
Prasadam

Prasadam (dewanagari प्रसाद, trl. prasāda lub prasād „łaska”) – pokarm bezmięsny, niezawierający jajek (a najlepiej także cebuli i czosnku) przed zjedzeniem ofiarowany bóstwu.

## Krysznaizm
Dla wyznawców Kryszny „prasadam” jest równoznaczne z „łaską Boga”. Przygotowanie i ofiarowanie Krysznie jedzenia oraz jego spożywanie, podobnie jak każda inna czynność w życiu wielbiciela Kryszny (bhakty) jest ekspresją służby oddania dla Boga, z myślą o sprawieniu Mu przyjemności.
W Bhagawad-gicie 9.26 Kryszna zapewnia, że przyjmie pokarm przygotowany w nastroju oddania dla Niego. Ofiarowanie jedzenia Krysznie jest naturalną oznaką personalnego związku miłości, niczym pomiędzy kochającymi się członkami rodziny, którzy spontanicznie starają się sprawić sobie nawzajem przyjemność, ciesząc się taką wymianą miłości.
Proces przygotowywania pożywienia dla Kryszny, a następnie honorowania prasadam jest częścią pañcāṅga-pūjy, czyli pięcioaspektowego wielbienia bóstw. Przygotowanie pożywienia jest aspektem upādāna (zbierania przedmiotów przeznaczonych do czczenia), a honorowanie prasadam jest aspektem svādhyāya (kultywacji służby oddania).
Poza zdrowotnym i odżywczym efektem spożywania prasadam istnieje też aspekt metafizyczny i transcendentny, że spożywanie zwykłego, nieofiarowanego Mu pożywienia przynosi reakcje karmiczne, natomiast jedzenie prasadam jest wolne od takich reakcji, gdyż jest ofiarą dla Boga. Spożywanie prasadam stopniowo oczyszcza uwarunkowaną duszę z materialnych przywiązań i tendencji do popełniania grzechu, zastępując je atrakcją do Boga, co ostatecznie wiedzie do celu ludzkiego życia, jakim jest osiągnięcie transcendentalnej miłości do Kryszny (prema).
Sposób w jaki prasadam jest serwowane i honorowane jest istotną częścią kultury krysznaitów. Proces ten zwie się prasāda-sevā oraz posiada specyficzny nastrój służenia. Ten nastrój wdzięczności, przyjęcia schronienia w Bogu, oraz szacunku dla „łaski Pana” dobrze oddaje pieśń wielkiego wielbiciela Kryszny Śrila Bhaktiwinoda Thakura, którą bhaktowie Kryszny intonują wspólnie przed każdym posiłkiem:
”O Panie, to materialne ciało jest siedliskiem ignorancji, a zmysły są siecią ścieżek prowadzących do śmierci. W jakiś sposób upadliśmy do tego oceanu materialnego zadowalania zmysłów. A ze wszystkich zmysłów język jest najbardziej nienasycony i trudny do kontrolowania. Jest bardzo trudno pokonać język. Ale poprzez Twoją łaskę drogi Kryszno otrzymujemy to wspaniałe prasada w celu kontroli języka. Teraz je spożyjemy ku naszej pełnej satysfakcji, sławiąc  Sri Sri Radha-Krysznę, i z uczuciem prosząc o pomoc Pana Ćajtanję i Nitjanandę.„
Wśród wyznawców Kryszny obowiązuje zasada, że  jedzenie podczas gotowania nie może być smakowane przez kucharza (chyba że w nagłym przypadku), ponieważ to Kryszna jako pierwszy musi go spróbować (jako, że to właśnie dla niego to jedzenie jest przygotowywane). Ofiarowanie pokarmu polega na nałożeniu go do małych naczynek (najlepiej używanych tylko do ofiarowania), ustawieniu pod wizerunkiem Kryszny i wypowiedzeniu Maha Mantry (lub dłuższej, specjalnej modlitwy przygotowanej na tę okazję). Po pewnym czasie jedzenie z małych naczynek (które teraz jest już maha prasada – wielką łaską) dodaje się do reszty jedzenia, które zostało przygotowane (od tej pory prasada).